# Brachythecium stricticalyx
Brachythecium stricticalyx är en bladmossart som beskrevs av Hugh Neville Dixon och Badhwar 1938. Brachythecium stricticalyx ingår i släktet gräsmossor, och familjen Brachytheciaceae. Inga underarter finns listade i Catalogue of Life.